# 牙刷樹

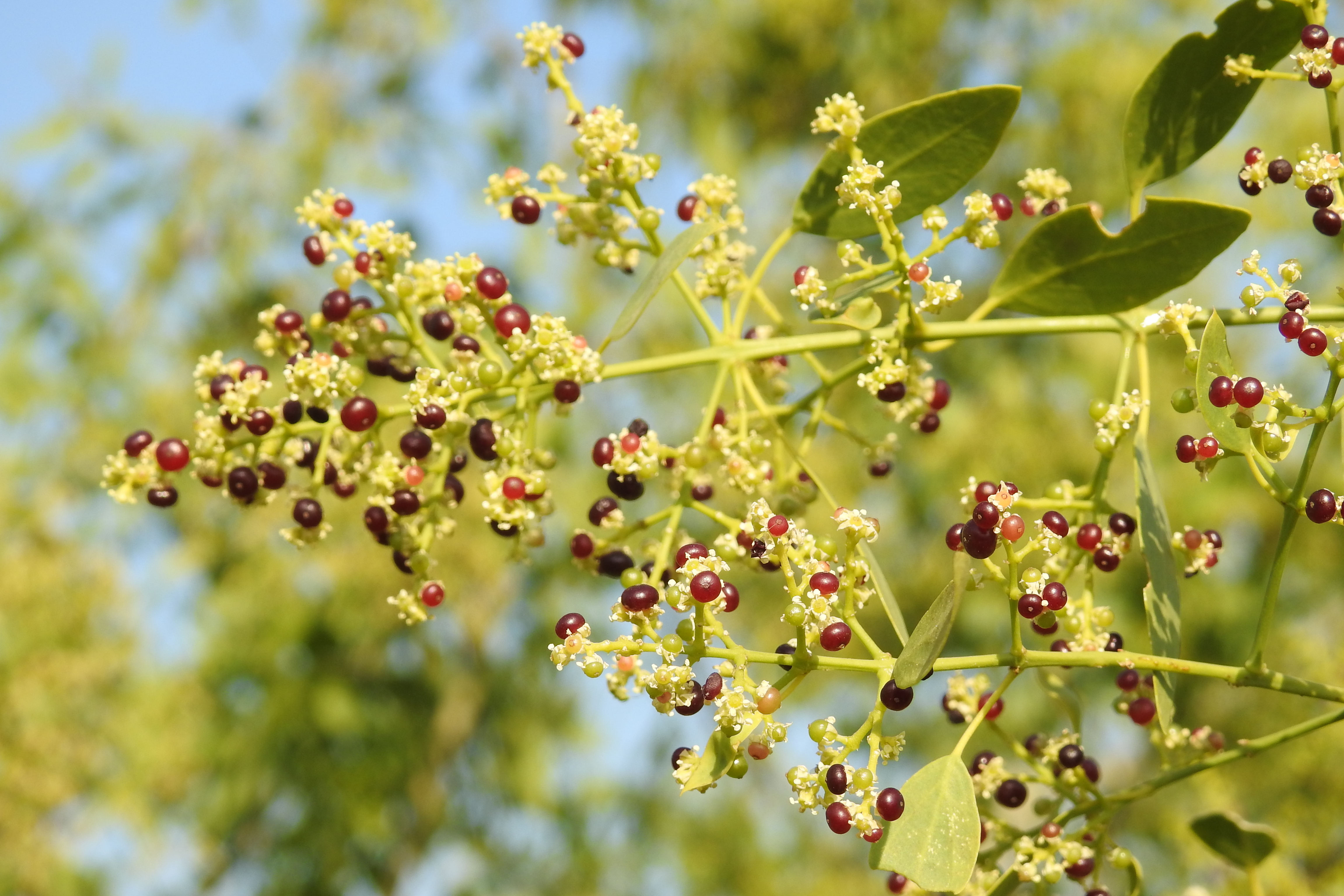
带果實的灌木

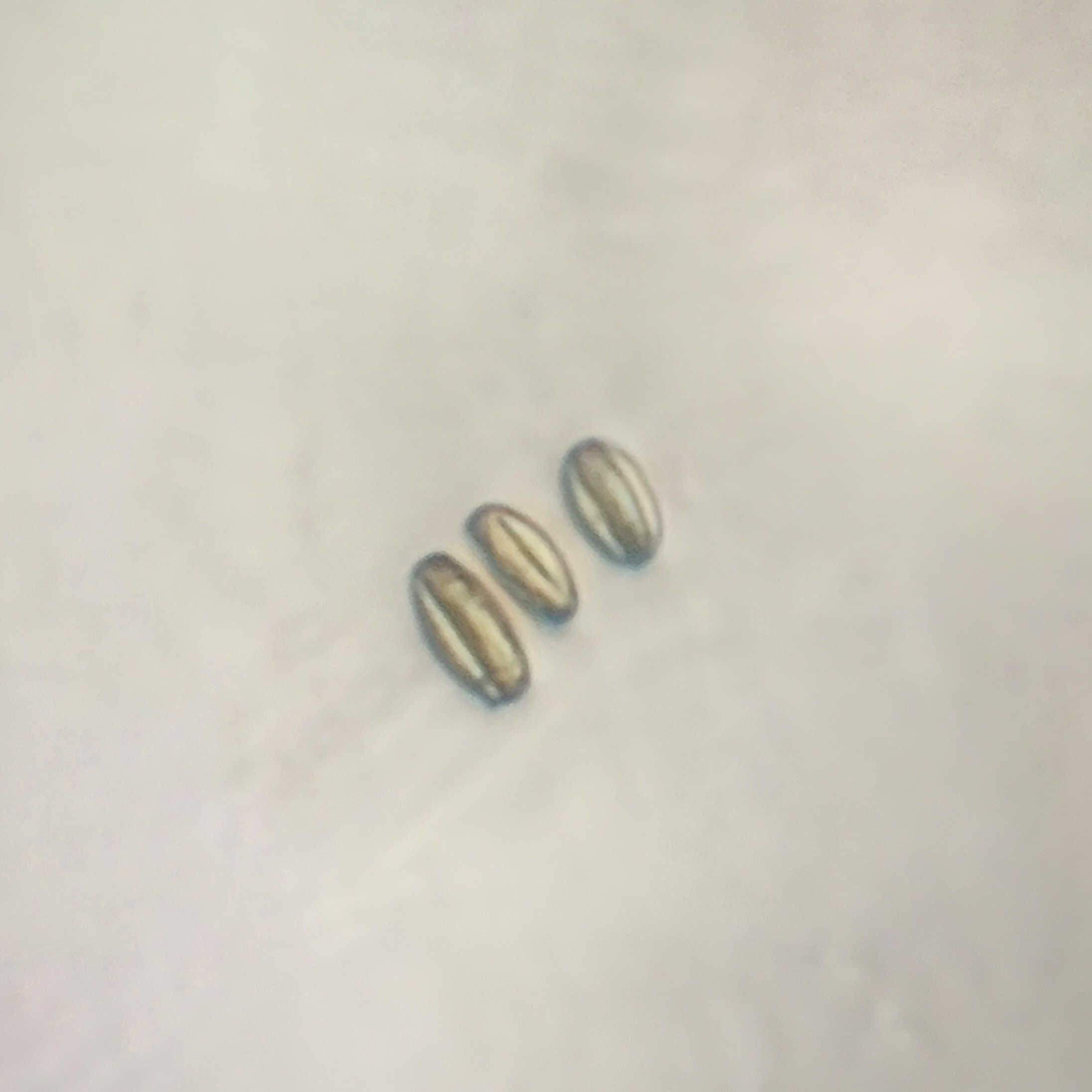
牙刷樹的花粉粒

牙刷樹（學名：Salvadora persica）是一种小型常绿乔木，原產於中东、非洲和印度。其樹枝稱做米斯瓦克，传统上被用作天然牙刷，世界卫生组织提到它能讓口腔保持乾淨。
牙刷樹另有別名阿拉克樹（Arak Tree） 、Jhak、Pīlu和Mustard tree。 

## 词源
牙刷樹屬於牙刷樹屬，該屬由法国植物学家Laurent Garcin於1749年以西班牙药剂师 Juan Salvador y Bosca 的名字命名。其模式标本於波斯采集，因此其種小名為persica 。 

## 描述
牙刷樹屬於小喬木或灌木，具有彎曲的樹幹，通常高約6–7 公尺（20–23 英尺）。其樹皮粗糙且有裂紋，呈白色，枝條末端下垂。其根皮顏色類似沙子，內部則是更淺的棕色。它散發出如水芹或芥末般宜人的香氣，味道則溫暖而辛辣。當葉子被踩踏時會發出細碎的清脆聲。該樹會結出小型的紅色可食果實，果實多汁但帶辛辣味，成串生長。

## 分布
牙刷樹原产于中东、非洲和印度 ，常见于沙漠氾濫平原、河岸和大草原。它對鹽鹼土具有高度耐受性，年均降雨量即使少於200毫米也能生長，但更偏好能夠方便汲取地下水的環境。

## 歷史、用途
牙刷樹的樹枝稱做米斯瓦克或Esekon ，是阿拉伯半岛、伊朗高原以及广大穆斯林地区流行的潔牙用品。 
由直徑約3–5毫米的根部與小枝製成的牙刷已使用超過一千年，尤其在印度、阿拉伯地區與非洲的伊斯蘭族群中廣泛使用。樹皮與木質中含有多種成分被認為有助於預防齲齒，例如具抑菌作用的化合物，能夠抑制細菌生長與牙菌斑形成。
新鮮的葉子可作為沙拉的一部分食用，並應用於傳統醫學中。花朵細小且芳香，有刺激作用，也具有輕微的通便效果。漿果體積小、不顯眼，可鮮食或曬乾食用。木材可用來製作木炭或當作柴火燃料。在納米比亞，它被用作抗旱的牛飼料。其種子還可用來萃取清潔用油。
截至 2009 年，國際植物園保護組織共有8株牙刷樹受保護。 

## 另見
- 米斯瓦克（英语：miswak）
- 梅斯瓦克（英语：Meswak）
- Pilu oil（英语：Pilu oil）

## 外部連結
- West African plants（西非植物攝影指南）中有關Salvadora persica的資料| 分類單元識別碼 | - 维基数据: Q143525 - 維基物種: Salvadora persica - APDB: 153391 - ARKive: salvadora-persica - BioLib: 501763 - CoL: 6XFS8 - Ecocrop: 9506 - EoL: 2900520 - EPPO: SVDPE - FNA: 220011923 - FoIO: SALPER - GBIF: 5580727 - GRIN: 32819 - iNaturalist: 197082 - IPNI: 779348-1 - IUCN: 138472280 - NCBI: 4326 - OBIS: 1546829 - OTL: 1012296 - TPL: kew-2581806 - POWO: urn:lsid:ipni.org:names:779348-1 - Tropicos: 28400008 - WoI: 1954 - WFO: wfo-0000492914 |